# Джордж Баланчин
Джордж Баланчи́н (на английски: George Balanchine; 22 януари 1904, Санкт Петербург – 30 април 1983, Ню Йорк), роден като Георгий Мелито́нович Баланчива́дзе, е руски балетист, руски и американски балетмайстор, американски балетен педагог и хореограф.

## Биография
Роден е в семейство на грузинец и рускиня. Учи в балетната школа на музикалния Мариински театър. От първи до трети клас е при Самуил Андриянов, 4 - 5 клас с учител Виктор Симеонов, 6 - 7 клас с Леонид Леонтиев и завършва в класа на Александър Чекръгит. През 1921 завършва и е приет в ГАТОБ в кордебалет. Завършва Петроградската консерватория през 1923 г. Като студент е сред организаторите на експерименталната група „Млад балет“ („Молодой балет“), където се пробва като хореограф.
Не се завръща от гастроли в Германия през 1924 г., заедно с други съветски танцьори. По покана на Сергей Дягилев постъпва като хореограф в неговия „Руски балет“ в Париж. Тогава по негов съвет променя имената си на George Balanchine (фр.: Жорж Баланшин, англ.: Джордж Баланчин). След смъртта на Дягилев (1929) работи в Лондон, Копенхаген, Монако. Основава трупата Les Ballets 1933 (просъществувала само няколко месеца) през 1933 г.
Същата година се преселва в САЩ, където най-напред основава балетна школа, а след година – професионалната трупа „Американски балет“. От 1948 г. ръководи балетната група „Ню Йорк сити балет“. Обновява традициите на симфоничния балет. Поставя над 100 балета, предимно по творби на Игор Стравински: „Аполон Мусагет“; „Блудният син“; „Сватба“; „Пулчинела“; „Орфей“ и др.